# Diana Martynov
Diana Martynov (* 25. April 2001) ist eine französische Tennisspielerin.

## Karriere
Martynov spielt vorrangig Turniere auf der ITF Women’s World Tennis Tour, wo sie bislang einen Titel im Einzel gewonnen hat.

## Turniersiege

### Einzel
| Nr. | Datum              | Turnier  | Kategorie | Belag     | Finalgegnerin | Ergebnis |
| --- | ------------------ | -------- | --------- | --------- | ------------- | -------- |
| 1.  | 30. September 2023 | Monastir | ITF W15   | Hartplatz | Gina Feistel  | 6:4, 6:2 |